# 毛叶破布木
毛叶破布木（学名：Cordia myxa），为紫草科破布木属下的一个植物种。

## 外部連結
- 維基物種上的相關：毛叶破布木
- GRIN Species Profile （页面存档备份，存于）
- USDA Plants Profile （页面存档备份，存于）